# Ratpenat cuallarg de Barnes
El ratpenat cuallarg de Barnes (Molossus barnesi) és una espècie de ratpenat de la família dels molòssids. És endèmic de la Guyana francesa.
Fou anomenat en honor del naturalista estatunidenc Claude Teancum Barnes.